# Tadjiks

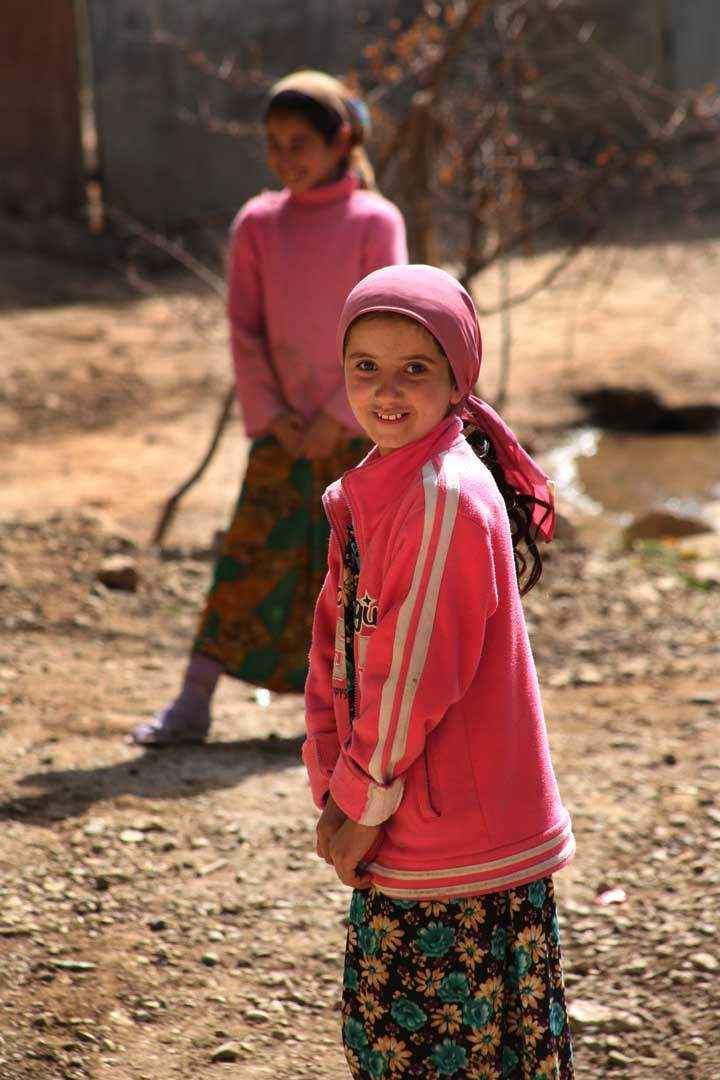
Nenes tadjiks

Els tadjiks (en persa: تاجيک tājīk; en tadjik: Тоҷик; en rus: Таджики; en pinyin: tâjíkè zú) són un poble de l'Àsia central que parla el tadjik, una llengua irànica considerada un dialecte oriental del persa. Viuen principalment a la República del Tadjikistan i a l'Afganistan (on són la segona comunitat del país) i ocupen sobretot les regions del Wakhan i del Badakhxan a les muntanyes de l'Hindu Kush i els altiplans del Pamir. També hi ha tadjiks a la província occidental xinesa del Xinjiang.
Islamitzats des del segle vii (tadjic voldria dir 'àrab' en persa), molts d'ells són ismaïlites fidels de l'Agha Khan, i la situació de les dones és molt més liberal que en altres ètnies veïnes.
Viuen principalment al fons de les valls, on practiquen una agricultura de muntanya (blat, ordi, mill), l'horticultura irrigada (cebes, pastanagues, albergínies) i el conreu d'arbres fruiters (pomes, préssecs, figues, ametlles, nou i sobretot albercocs), dels quals fan assecar els fruits com a provisions per a l'hivern o per a la venda.

## El nomtadjical llarg dels segles
Inicialment el nom (tazik) es diu que derivava de la tribu àrab dels tayyi pel siríac tayyaye ('àrabs'), que fou la primera tribu àrab que van contactar els perses abans de l'islam (potser els làcmides que utilitzaven els tayyis com a guàrdies de fronteres); això seria al segle vi i, quan els àrabs van avançar a l'est, el nom tayyis es va estendre als nous invasors; els turcs occidentals van entrar en contacte amb els àrabs, que els perses anomenaven tayyis i van aplicar aquest nom a tots els musulmans sense distingir-ne la nacionalitat; amb el temps, el van aplicar als pobles iranians de Transoxiana i, més tard, a tots els perses que eren els musulmans amb els quals estaven en contacte. El nom es va deformar a tazik i, progressivament, fou utilitzat per a designar els sedentaris i ciutadans (en oposició als turcs nòmades).Al segle xi, els perses començaven a utilitzar el terme que usaven com a sinònim de 'persa' i de 'sedentari' a Transoxiana. En persa mitjà, el nom fou tačik i també en armeni, que en persa va evolucionar cap a tazig. La forma tazik apareix dues vegades a les inscripcions de l'Orkhon del segle viii (designant els pobles no turcs de l'Àsia central); en xinès era ra-she, i en tibetà stag-gzig (o ta gzig). En el persa modern, apareix tazik al segle xi, però es fa habitual a partir del domini mongol. Al segle xv, designava els no turcs (inclosos els perses).
Al segle xix, el terme tajik era utilitzat per a designar els pobles iranians (però no perses) de Khurasan i Transoxiana, paraula que els distingia dels perses centrals i occidentals. Amb la revolució comunista, el 1917, els tadjiks foren anomenats sarts, però finalment va prevaldre la paraula tadjic, amb l'accepció de parlant d'una llengua iraniana, que fou adoptada pels bolxevics quan van crear la República Socialista Soviètica Autònoma del Tadjikistan, el 1924, elevada a República Socialista Soviètica del Tadjikistan el 1929 i que s'ha mantingut amb la independència del país el 1991. A l'Uzbekistan, el nom de tadjiks designa la minoria persa (és a dir, els parlants de llengües iranianes), si bé a la vall del Zarafshan han patit un procés de forta uzbekització, derivat del fet que en època soviètica els parlants de llengües iranianes foren anomenats en conjunt tadjiks sense ser de nacionalitat tadjic (excepte els mateixos tadjiks) i es va buscar una denominació alternativa per a aquests com "tadjiks de les muntanyes" o "Galca". A la Xina, el nom de tadjiks designa els parlants de llengües iranianes del Pamir al Xinjiang (especialment, el sarikuli). A l'Afganistan, s'anomena tadjiks els parlants del persa (abans farsiwans o farsibans o farsi-gu), generalment sedentaris i no tribalitzats; antigament, fou un mot pejoratiu però als darrers vint anys s'ha fet acceptable, si bé encara no tots els parlants de persa al país s'identifiquen com a tadjiks (tadjiks).